# کارلس سانتوس
کارلس سانتوس (اسپانیایی: Carles Santos‎؛ ۱ ژوئیهٔ ۱۹۴۰ – ۴ دسامبر ۲۰۱۷) هنرمند، عکاس، شاعر، آهنگساز، کارگردان فیلم، و نوازنده پیانو اهل اسپانیا بود.
وی همچنین برندهٔ جوایزی همچون جایزه کرئو د سان جردی شده‌است.